# John Olow
John Olof Olow, född 30 december 1883 i Malmö, död 9 november 1948, var en svensk läkare.
Efter studentexamen i Malmö 1902 studerade Olow vid Lunds universitet, där han avlade mediko-filosofisk examen 1903, blev medicine kandidat 1906, medicine licentiat 1910, disputerade för medicine doktorsgraden 1913 samt blev docent vid nämnda universitet samma år. År 1923 utnämndes han till professor i obstetrik och gynekologi vid Uppsala universitet och överläkare vid obstetrisk-gynekologiska avdelningen på Akademiska sjukhuset samt var från 1931 var han professor i nämnda ämnen vid Karolinska institutet i Stockholm samt överläkare och direktör vid Allmänna barnbördshuset. 
År 1917 blev Olow marinläkare av första graden. Han var 1934 ledamot av universitetsberedningen.